# Heather Bergsma
Heather Bergsma, nata Heather Lynn Richardson (High Point, 20 marzo 1989), è una pattinatrice di velocità su ghiaccio statunitense medaglia di bronzo nell'inseguimento a squadre alle Olimpiadi di Pyeongchang 2018. 
Nel maggio 2015 si è sposata con il pattinatore di velocità su ghiaccio olandese Jorrit Bergsma. Nel dicembre 2013 ha stabilito il record mondiale nei 2 x 500 m e nel novembre 2015 quello nei 1500 m.

## Palmarès

### Olimpiadi
- 1 medaglia:
  - 1 bronzo (inseguimento a squadre a Pyeongchang 2018).

### Mondiali distanza singola
- 9 medaglie:
  - 3 ori (500 m a Heerenveen 2015; 1000 m e 1500 m a Gangneung 2017);
  - 3 argenti (1000 m a Heerenveen 2015; 1000 m e 1500 m a Kolomna 2016);
  - 3 bronzi (1000 m a Inzell 2011; 1500 m a Heerenveen 2015; mass start a Gangneung 2017).

### Mondiali sprint
- 5 medaglie:
  - 1 oro (Salt Lake City 2013);
  - 3 argenti (Astana 2015; Seul 2016; Calgary 2017);
  - 1 bronzo (Nagano 2014).

### Coppa del Mondo
- Vincitrice della Grand World Cup nel 2014, nel 2015 e nel 2017.
- Vincitrice della Coppa del Mondo dei 500 m nel 2016.
- Vincitrice della Coppa del Mondo dei 1000 m nel 2011, nel 2013, nel 2014 e nel 2017.
- Vincitrice della Coppa del Mondo dei 1500 m nel 2017.
- 86 podi (85 individuali, 1 a squadre):
  - 34 vittorie (tutte individuali);
  - 30 secondi posti (tutti individuali);
  - 22 terzi posti (21 individuali, 1 a squadre).

#### Coppa del Mondo - vittorie
| Data             | Luogo          | Stato       | Disciplina |
| ---------------- | -------------- | ----------- | ---------- |
| 11 dicembre 2010 | Obihiro        | Giappone    | 1000 m     |
| 12 dicembre 2010 | Obihiro        | Giappone    | 1000 m     |
| 4 marzo 2012     | Heerenveen     | Paesi Bassi | 1000 m     |
| 18 novembre 2012 | Heerenveen     | Paesi Bassi | 1000 m     |
| 8 dicembre 2012  | Nagano         | Giappone    | 1000 m     |
| 19 gennaio 2013  | Calgary        | Canada      | 1000 m     |
| 20 gennaio 2013  | Calgary        | Canada      | 1000 m     |
| 10 novembre 2013 | Calgary        | Canada      | 1000 m     |
| 1º dicembre 2013 | Astana         | Kazakistan  | 1000 m     |
| 8 dicembre 2013  | Berlino        | Germania    | 1000 m     |
| 7 marzo 2014     | Inzell         | Germania    | 500 m      |
| 8 marzo 2014     | Inzell         | Germania    | 500 m      |
| 9 marzo 2014     | Inzell         | Germania    | 1000 m     |
| 13 dicembre 2014 | Heerenveen     | Paesi Bassi | 1000 m     |
| 14 dicembre 2014 | Heerenveen     | Paesi Bassi | 500 m      |
| 14 dicembre 2014 | Heerenveen     | Paesi Bassi | 1500 m     |
| 31 gennaio 2015  | Hamar          | Norvegia    | 1500 m     |
| 7 febbraio 2015  | Heerenveen     | Paesi Bassi | 500 m      |
| 7 febbraio 2015  | Heerenveen     | Paesi Bassi | 1000 m     |
| 21 marzo 2015    | Erfurt         | Germania    | 500 m      |
| 22 marzo 2015    | Erfurt         | Germania    | 500 m      |
| 14 novembre 2015 | Calgary        | Canada      | 1000 m     |
| 21 novembre 2015 | Salt Lake City | Stati Uniti | 1500 m     |
| 13 dicembre 2015 | Heerenveen     | Paesi Bassi | 1500 m     |
| 12 novembre 2016 | Harbin         | Cina        | 1000 m     |
| 13 novembre 2016 | Harbin         | Cina        | 1500 m     |
| 19 novembre 2016 | Nagano         | Giappone    | 1000 m     |
| 20 novembre 2016 | Nagano         | Giappone    | 1500 m     |
| 11 dicembre 2016 | Heerenveen     | Paesi Bassi | 1000 m     |
| 27 gennaio 2017  | Berlino        | Germania    | 1000 m     |
| 29 gennaio 2017  | Berlino        | Germania    | 1000 m     |
| 11 marzo 2017    | Stavanger      | Norvegia    | 1000 m     |
| 12 marzo 2017    | Stavanger      | Norvegia    | 1500 m     |
| 2 dicembre 2017  | Calgary        | Canada      | 1000 m     |